# マルズバーン

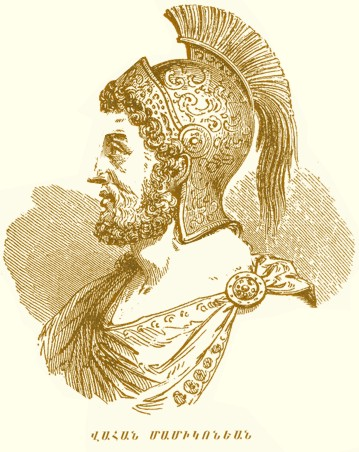
アルメニアを治めたマルズバーンの一人ヴァハン・マミコニヤン

南西アジア史、より詳細には、イラン世界の歴史において、マルズバーン（Marzbān）又はマルズパーン（Marzpān）は、古代ないし中世の時代に用いられた、国境地帯や辺境地域の総督、太守、あるいは辺境伯を意味する称号である。アルシャク朝パルティア（紀元前247年 - 紀元後224年）やサーサーン朝ペルシア帝国（224年 - 651年）が設定した階級であるが、単なる一軍の長に留まらず、拡大された権限が与えられていた。プロコピオスによると東ローマ帝国のストラテゴスに相当する地位であるという。

## 語源
マルズパーン（Marzpān）はパフラヴィー語 mrzwpn からの音転写。marz は「国境、境界」を意味し、接辞の -pān は「守る人」を意味する。近世ペルシア語においてはマルズバーン（ペルシア語: مرزبان, ラテン文字転写: Marzbān）である。
ペルシア語の単語 marz は、アヴェスター語で「前線」とか「国境」を意味する marəza に由来する。一方で pān/pāvan はアヴェスター語と古代ペルシア語で「守る人」を意味する pat と同語源である。「マルズバーン」は近世ペルシア語からアラビア語にも借用語として取り入れられた（アラビア語: مرزبان, ラテン文字転写: marzubān, 複数形: アラビア語: مرازبة, ラテン文字転写: marāziba）。

## マルズバーン成立の背景
マルズバーンの階級伝統（本来は、ヴァースプフラーン vāspuhrān とアーザーダーン āzādān という階級の伝統）は、ハカーマニシュ朝（紀元前550年 - 紀元前330年）に遡ることができるかもしれない。しかしながら、史料の不足から、パルティア帝国（紀元前247年 - 紀元後224年）時代でさえも、階級がどのように分かれていたのかが判然としない。これに対してサーサーン朝時代に入ると、紀元3世紀から貴族階級が4ないし5層に分けられていたことが、王家の碑文を根拠にしてわかっている。いわゆる「シャー」を指すシャフルダーラーン šahrdārān (kings, landholders)、ヴァースプフラーン vāspuhrān (princes; the seven great noble families)、ウズルガーン wuzurgān (magnates; "great ones")、下級貴族アーザーダーン āzādān (feudal nobles; freemen)、カダグ＝フワダーイ kadag-xwadāy (householders)の5層である。サーサーン朝の軍事組織は、パルティアから引き継いだシステムよりも洗練されていた。カースト制はインドのものより柔軟ではあったが、組織を支配監督する立場の者たちはほとんどがウズルガーン・カースト出身であった。後期サーサーン朝のマルズバーナーン（marzbānān）もまた、アーザーダーン（āzādān）に淵源がある可能性がある。アーザーダーンは、ほとんどの場合、村の領主（dihqānān）であって、馬に乗る若者、アスバーラーン（asbārān）に馬匹を供給する者たちであったが、中には王権との結びつきを意味するバンダガーン、アイヤーラーン、ジャーンバーザーン（bandagān, ayyārān or jānbāzān）といった称号を帯びて、王の護衛や警護を司る近衛であった者もいた。

## マルズバーンの成立

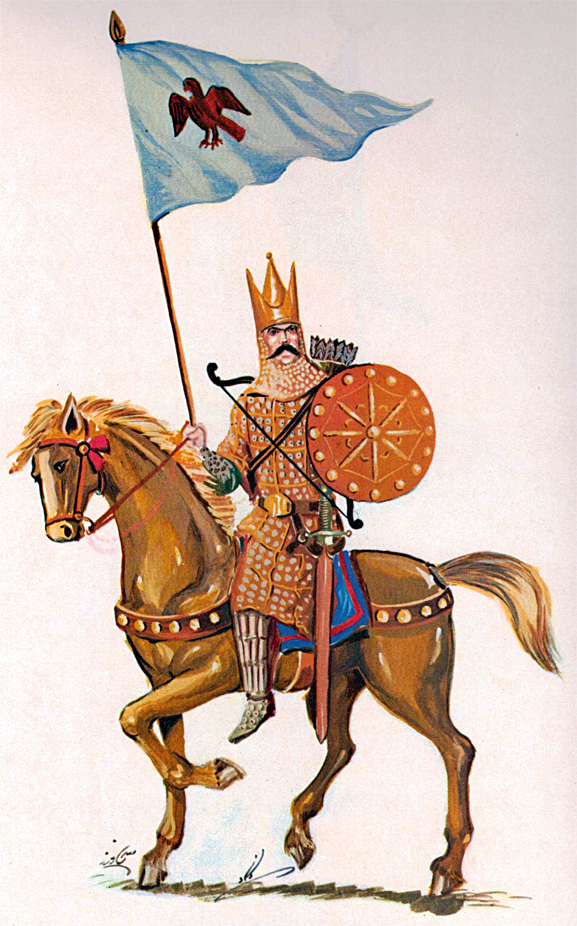
アスバーラーン騎士

マルズバーン（marzbān）という称号はパルティア帝国に始まると見られ、同帝国の前線地帯であったニサ（現トルクメニスタン共和国領、紀元前1世紀の遺跡）などで mrzwpn や dyzpty と記された称号の用例が見つかっている。おそらくは、mrzwpn の称号が前線の騎兵隊を率いる隊長を意味し、dyzpty の称号が砦の守備隊隊長を意味する。その一方で、ハカーマニシュ朝のダレイオス1世（紀元前550年 - 紀元前486年）の時代には、すでにマルズバーンがいたと考える研究者もいる。marzbān, spāhbed, kanārang,  ostandar, pāygōsbān（パルティアの ptykwspn, サーサーン朝の paygospān 又は padhospān に相当）といった称号の間の正確な関係については不確かなところがいくつかある。史料では marzbān と spāhbed （将軍ないし太守を意味する言葉）との使い分けは曖昧で、ただ、marzbān が最前線の軍団なり地方なりに厳密に限定された称号であることは読み取れる。少なくとも明らかなのは、アバルシャフル地方における称号 kanārang との使い分けである。この言葉はイラン東部の言葉で marzbān から派生した言葉である。郡を守る者を意味する pāygōsbān という称号については、はっきりしたことがわかっていないが、地方軍団の指揮官か太守のようである。これは marzbān が前線や地方を守る者を意味することと対比される。おそらくは pāygōsbān と呼ばれる者は王朝の臣民に課せられる義務から免れたとみられる。ostāndār（オスターンダール） は ostān（オスターン） （スターン (地名)は州又はそれより狭い地方を意味する）の太守である。
一次史料からは marzbān が一州ないし複数の州を統べる者であったことが示唆されるが、マスウーディーがシャフルバラーズ王（Šahrwarāz, 629年）に対して用いた称号「帝国の四分の一」と同一視できるという証拠は、まったくない。marzbān の地位は、ほとんどの帝国の支配階級と同様に、世代を超えて父から息子へと譲られることによって、単系家族に世襲された。年功を充分に積んだ marzbān たちは銀の冠をかぶることが許され、アルメニア地方のように戦略上最も重要な前線地方の marzbān たちは金の冠をかぶることが許された。遠征時には、その地の marzbān は現地総指揮官と見なされ、それより地位の低い spāhbed は一個の部隊を率いる指揮官であったと考えられる。

## マルズバーンの変質

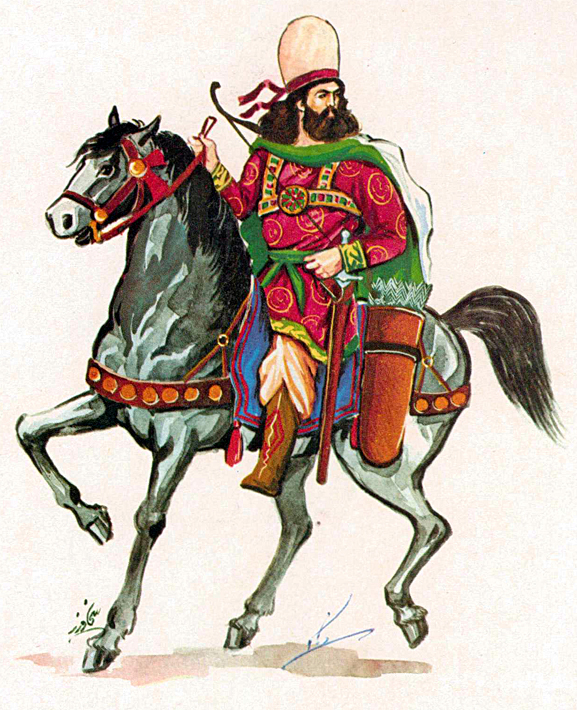
スパーフベド騎士。時代が下り「マルズバーン」の語が指す意味内容が変質していくと、スパーフベドが「マルズバーン」とも呼ばれるようになった。

マルズバーンの職分は年月が経つと変化していった。マルズバーンはより小規模な領域を管掌し、行政支配の一部分を担うようになっていった。この将軍職が成立した初期の頃にマルズバーンにより治められていた主な地域としては、アルメニア（Armenia）、ベート・アーラマイエー（Beth Aramaye）、パールス（Pars）、キルマーン（Kirman）、スパハーン（Spahan）、アートゥルパータカーン（Adurbadagan）、タプルスターン（Tabaristan）、ニーシャープール（Nishapur）、トゥース（Tus）、サカスターン（Sakastan）、マーズーン（Mazun）、ハレーヴ（Harev）、マルヴ（Marv）、サラハス（Sarakhs）がある。ここで言及されたもののうち、いくつかは大ホラーサーン地方に属する。かなり大幅な自治が許されていた地域がある一方、カフカースの諸族と対峙する前線であったアートゥルパータカーンのように、軍事上の重要性が高い地域もあった。
マルズバーンには辺境地帯の統治が任されていたが、交易路の安全の確保を行うのもマルズバーンの任務であった。そのため彼らはベドウィン、エフタル、オグズといった遊牧民族の脅威と戦った。その一方で、ローマ帝国やクシャーナ帝国のような定住する外敵に対しても、防衛の最前線を維持した。ホスロー1世の統治時代（531年 - 579年）には軍制改革が行われ、スパーフベド（spāhbed）が統治する4つのフロンティア（ホラーサーン、フワルワラーン、ネムロズ、アートゥルパータカーン）が設定された。スパーフベドはときおりマルズバーンと呼ばれ、しだいにより多くの中央の州の統治者に対しても、その言葉が用いられるようになった。また、かつての郷紳（独立自営的な地方エリート層）であるディフカーナーン（dihqānān）の台頭と貴族化が進み、サーサーン朝を支える重要な柱となった。しかしながら、この中央集権化の進展は、権力の軍事組織への移転を招き（ディフカーナーンはしだいに王朝への依存をしなくなっていき、4つの有力スパーフベド領は半ば独立した封土と化した。）、最終的に帝国の瓦解を導いた。
サーサーン朝の社会、行政、軍隊の構造と制度は、中世のイスラーム文明に受け継がれた。しかしながらマルズバーンに関しては、イラク地方のようにムカーティラ（muqātila）に置き換わって徐々に姿を消したケースもあれば、ホラーサーンのように特権を維持し続けたケースもあり、地域差が見られる。全体的に概観すれば、マルズバーンはディフカーナーン（dihqānān）に置き換わったとされる。
サーサーン朝以降の歴史において、アル＝マルズバーニー（アラビア語: المرزباني, ラテン文字転写: Al-Marzubani）というニスバ（nisba (family title)）を持つイラン系の家系が存在するが、これは彼らの先祖にマルズバーンだった者がいることを示している。例えば、高名なイスラーム法学者、アブー・ハニーファは、イスラーム法関連の文献資料ではヌゥマーン・イブン・サービト・イブン・ズーター・イブン・マルズバーン（アラビア語: نعمان بن ثابت بن زوطا بن مرزبان, ラテン文字転写: Nu'man ibn Thabit ibn Zuta ibn Marzubān）が公式な名前とされており、カーブルのマルズバーンの子孫であるという。カーブルは彼の父親の出身地でもある。また、タバリスターンのバーワンド朝（651年 - 1349年）の王族たちや、アゼルバイジャンからアルメニア地方にかけて存在したサーッラル朝（919年 - 1062年）の王族たちは、彼らの名前の中でマルズバーンの称号を用いている。

## 著名なマルズバーン
- (Adarmahan)
- (Aparviz of Sistan)
- (Azadbeh)
- (Bahrām Chobin)
- (Burzin Shah)
- (Mahoe Suri)
- (Varsken)

アルメニア地方を治めたマルズバーンたち
- (Adhur Gushnasp)
- (Chihor-Vishnasp)
- (Golon Mihran)
- (Mushegh II Mamikonian)
- (Vahan Mamikonian)
- (Vard Mamikonian)
- (Mjej I Gnuni)
- (Rhahzadh)
- (Sahak II Bagratuni)
- (Shahraplakan)
- (Shapur Mihran)
- (Smbat IV Bagratuni)
- (Tamkhosrau)
- (Tan-Shapur)
- (Varaz Vzur)
- (Varazdat)
- (Varaztirots II Bagratuni)
- (Vasak of Syunik)
- (Veh Mihr Shapur)
- (Zarmihr Hazarwuxt)

## 発展資料
- Greatrex, Geoffrey; Lieu, Samuel N. C. (2005), The Roman Eastern Frontier and the Persian Wars AD 363-628, Routledge, ISBN 9781134756469